# Bryodemella zaisanicum
Bryodemella zaisanicum är en insektsart som först beskrevs av Bei-bienko 1930.  Bryodemella zaisanicum ingår i släktet Bryodemella och familjen gräshoppor.

## Underarter
Arten delas in i följande underarter:
- B. z. ferrugineum
- B. z. fallax
- B. z. zaisanicum